# Dème de Loutráki-Perachóra
Le dème de Loutráki-Perachóra, en grec moderne : Δήμος Λουτρακίου-Περαχώρας / Dímos Loutrakioú-Perachóras, est un ancien dème du district régional de Corinthie, en Grèce. Depuis 2010, il est fusionné au sein du dème de Loutráki-Ágii Theódori.
Selon le recensement de 2011, la population du dème compte 16 578 habitants.